# Cayo Proculeyo
Cayo Proculeyo (en latín, Gaius Proculeius) fue un caballero romano, favorito de Augusto, que compartió generosamente su hacienda con sus hermanos Murena y Escipión, quienes habían sido despojados de la suya por haber abrazado el partido de Pompeyo el Joven. Augusto pensaba casarse con su hija Julia.